# Grand Canyon Skywalk

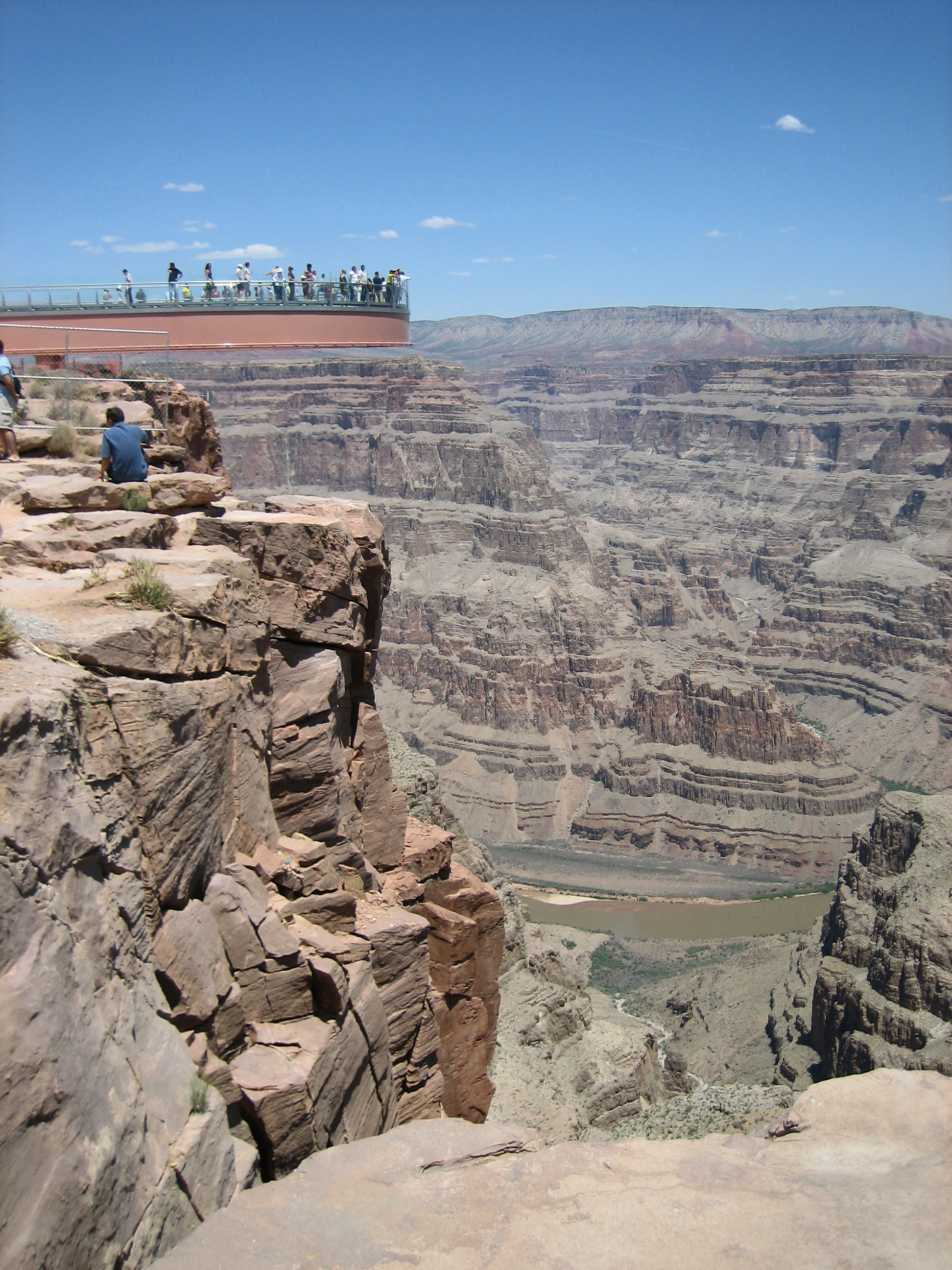
Grand Canyon Skywalk

Der Grand Canyon Skywalk ist eine Besucherattraktion im Erlebnispark Grand Canyon West der Hualapai-Indianer außerhalb des Grand-Canyon-Nationalparks, die am 20. März 2007 eröffnet wurde. Es handelt sich um eine über den Rand des Canyons hinausragende Plattform aus Stahlträgern mit aufgelegten gläsernen Bodenplatten und gläsernem Geländer. Die ersten Schritte durften der frühere Astronaut Buzz Aldrin sowie eine Gruppe von Hualapai-Indianern wagen. Seit dem 28. März 2007 ist die Plattform für die Öffentlichkeit zugänglich. Die Bauzeit betrug vier Jahre.
Der Skywalk bietet die Möglichkeit, auf einem 22 Meter über den Abgrund ragenden, hufeisenförmigen Balkon durch den gläsernen Boden den Grand Canyon zu bestaunen. Die Plattform befindet sich über einem Seitenarm des Canyons. Der 1100 Meter tiefer gelegene Colorado River im Haupttal ist im Blickfeld, jedoch etwa zwei Kilometer entfernt. Die Höhe des Skywalks über dem Talgrund des Seitencanyons ist deutlich geringer. Die durch den Glasboden senkrecht unterhalb sichtbaren Felsen liegen zwischen 150 und 240 Meter unter dem Skywalkboden.

## Bau und Betrieb

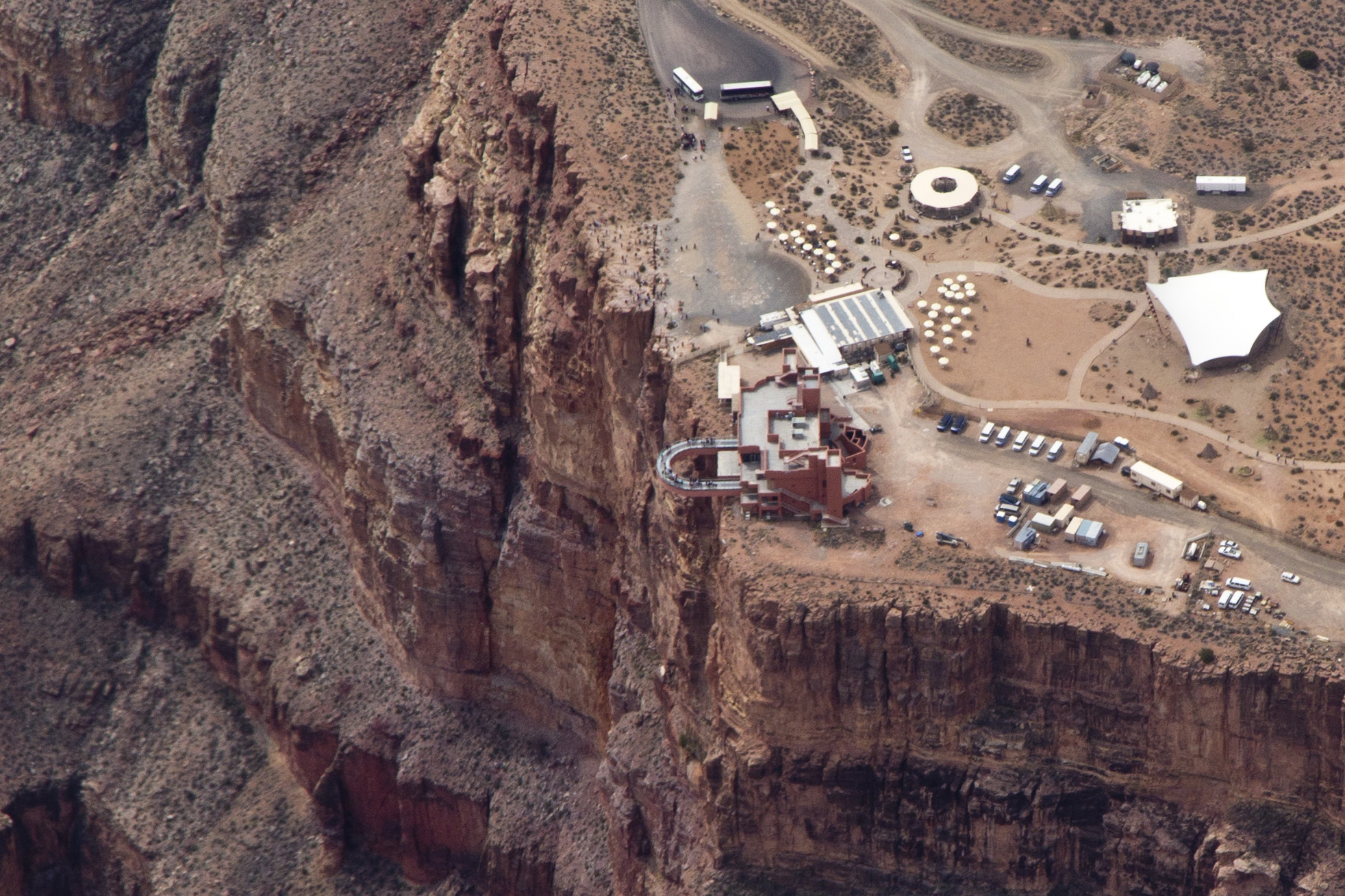
Ansicht des Skywalk aus der Luft

Der Skywalk befindet sich im Hualapai-Indianerreservat. Ein Stammesausschuss hatte dem Investor David Jin aus Las Vegas die Erlaubnis erteilt, die 30 Millionen US-Dollar teure Touristenattraktion in ihrem Reservat zu errichten. 
Der Boden der Terrasse besteht aus 7 Zentimeter dickem entspiegeltem fünfschichtigem Spezialglas, das von der Firma Kinon in Köln-Porz geliefert wurde. Das Glas der Brüstung stammt von der Berliner Firma „Glas Döring“. Die Konstruktion wiegt 482 Tonnen. Sie soll Spitzenwindgeschwindigkeiten von 160 km/h standhalten. 2011 wurden die Glaspaneele (Rioglass Solar) ausgetauscht, die Kosten beliefen sich auf 1,5 Millionen Dollar. Es wurde diesmal ein erneuerbarer Schutzfilm auf die Glasplatten integriert, um die Kosten zu senken. Durch die rund 1,5 Millionen Besucher seit der Eröffnung und durch Sand waren die ersten Glasscheiben zerkratzt.
Ursprünglich waren im Vertrag des Investors Jin mit dem Volk der Hualapai der Bau eines Hotels und eines Touristenzentrums neben dem „Balkon“ vorgesehen. Das Hotel wurde nie begonnen, der Bau des Besucherzentrums im Stadium des Rohbaus gestoppt. Nach jahrelangem Streit zwischen den Hualapai und Jin kündigte der Stammesrat in einer umstrittenen Entscheidung im März 2012 alle Verträge fristlos und beschloss die Einziehung des Geschäftsanteils des Investors gegen eine Entschädigung von 9 Millionen Dollar. Dieser Beschluss wurde im Stammesrat mehrfach getroffen und wieder zurückgezogen, zwei Mitglieder des Stammesrates wurden suspendiert. Der Investor klagte gegen die Entscheidung des Stammesrates. Nachdem der Investor Jin im Februar 2013 in erster Instanz 28 Millionen Dollar zugesprochen bekommen hatte, meldete das Hualapai Unternehmen Sa' Nyu Wa  Insolvenz nach Chapter 11 an. Gleichzeitig wurden Rechtsmittel angekündigt. Der Betrieb des Skywalk ging unter der Verantwortung eines anderen Unternehmens zunächst weiter. Im April 2014 schlossen das Unternehmen des inzwischen verstorbenen Unternehmers, seine Erben und die Hualapai einen gerichtlichen Vergleich zu nicht-veröffentlichten Bedingungen und führen seither die Zusammenarbeit fort.
Der Investor ist prozentual an den Eintrittsgeldern beteiligt, doch der Skywalk ist Eigentum des Hualapai-Stammes. Die Einnahmen der ersten Jahre erlaubten den Bau eines Kulturzentrum der Hualapai in Peach Springs. Die Hoffnung auf einen Rückgang der Arbeitslosigkeit hat sich bisher nicht erfüllt.

## Besuch
Die Zufahrt erfolgt auf einer seit August 2014 durchgehend asphaltierten Straße ab der US-93. Der Besuch ist kostenpflichtig und nur im Rahmen eines organisierten Tourprogramms möglich, für welches zu einem "General Admission Ticket" verschiedene weitere Bausteine, wie Besuch des Skywalk, Zip-Line, Helikopter-Flug, Riverrafting u. v. m. zugekauft werden können. Auf dem „Balkon“ dürfen sich gleichzeitig 120 Personen aufhalten. Jeder Besucher muss einen speziellen Filzschutz über die Schuhe ziehen, mit denen ein Zerkratzen des Glasbodens verhindert werden soll. Auf dem Skywalk ist das Fotografieren verboten. Es kann jedoch kostenpflichtig ein Fotograf vom Hualapai-Stamm zur Verfügung gestellt werden. Kameras und Handys, aber auch Handtaschen und Rucksäcke müssen in einem Schließfach hinterlegt werden.